# ثقبة جدارية

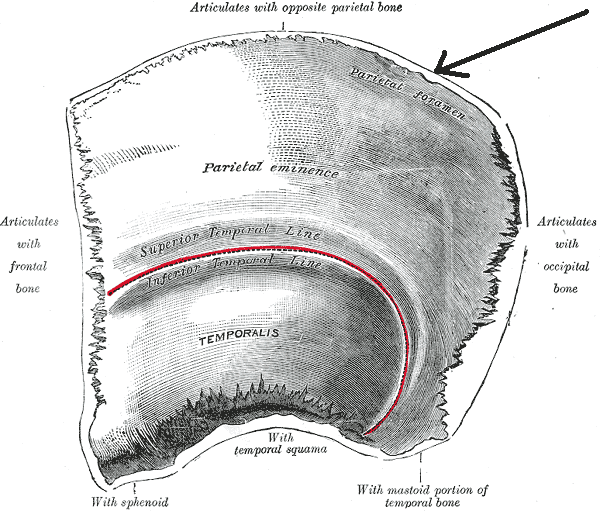
الثقبة الجدارية

الثقبة الجدارية (بالإنجليزية: Parietal foramen)‏ في الجزء الخلفي من العظم الجداري وعلى مقربة من الحدود العليا أو السهمية توجد الثقبة الجدارية، التي تنقل الوريد المشبري الجداري (بالإنجليزية: parietal emissary vein)‏ والذي يتفاغر (بالإنجليزية: anastamose)‏ مع الجيب السهمي العلوي، وأحيانا فرع صغير من الشريان القذالي،وجود هذه الثقبة ليس عند كل البشر، وحجمها يختلف باختلاف البشر.